# 建水县
建水县（哈尼文：Jeifsyu Xeif，彝文：ꏧꎴꑤ），是中华人民共和国云南省红河哈尼族彝族自治州下辖的一个县，位于红河之畔、滇东高原的南部边缘，全县总面积3,782平方公里，县城建成区19.6平方公里，属于南亚热带季风气候‌。全县总人口55.48万人。少数民族人口23.02万人，占全县总人口的41.5%，以彝族、回族、哈尼族为主。县人民政府驻临安镇。
南诏国时期，在此建惠历城，元时设建水州，明代为临安府治，清时裁为建水县。自元以来曾长期是滇南地区的政治、军事、经济和文化中心。建水县是国家历史文化名城，自古重教兴文，进士辈出，拥有中国南方最大的孔庙之一，享有“滇南邹鲁、文献名邦”之美誉。
建水县有着丰富的历史和文化背景，建水古城始建于唐代元和年间（约公元810年前后），古称步头、巴甸，彝族语称惠历，意为大海。建水古城在元代设建水州，属临安路；明代改称建水州，改路为府，临安府治移至建水；清乾隆年间改建水州为建水县；民国元年曾短暂改称临安县，次年复称建水县‌。建水古城以其深厚的文化底蕴和众多历史遗迹而闻名，如朝阳楼、文庙等，这些古迹不仅展示了建水的历史变迁，还体现了其作为“文献名邦”、“滇南邹鲁”的文化地位‌。

## 历史

### 南诏、大理时期
南诏国时期在此筑城，称惠历城，汉语译作建水。后大理国设建水郡。

### 明清时期
明代设建水州，为临安府治，并置纳楼茶甸长官司。清乾隆年间降州为县。

## 地理
建水位于云南省南部，滇东高原南缘，北回归线横贯县境。
境内山区面积3381平方千米，占总面积的89%，而坝子面积仅有408平方千米。坝子中以建水坝子最大，面积约260平方千米，其次为曲江坝子和面甸坝子。
县内最高峰为焕文山五老峰，海拔2515米。红河岸边的阿土村海拔仅230米，为境内海拔最低点。
境内河流大部分属于南盘江水系，南部地区为红河水系。

## 行政区划
建水县下辖8个镇、6个乡：
临安镇、官厅镇、西庄镇、青龙镇、南庄镇、岔科镇、曲江镇、面甸镇、普雄乡、李浩寨乡、坡头乡、盘江乡、利民乡和甸尾乡。

## 交通
- 玉蒙铁路（建水站）
- 蒙宝铁路
- 天猴高速、 呈元高速、 永金高速、 245国道、 323国道、通建高速

## 经济
2022年，建水县生产总值达262.32亿元，按可比价格计算，比上年增长3.0%。其中第一产业增加值51.68亿元，增长5.3%；第二产业增加值67.08亿元，增长3.5%；第三产业增加值143.56亿元，增长1.8%。三次产业结构为19.7∶25.6∶54.7。人均生产总值49,225元。城乡常住居民人均可支配收入分别为42,088元、19,974元。职工年平均工资119,521元。地方一般公共预算收入12.39亿元，人均2,326元。地方一般公共预算支出40.86亿元，人均7,667元。

## 人口

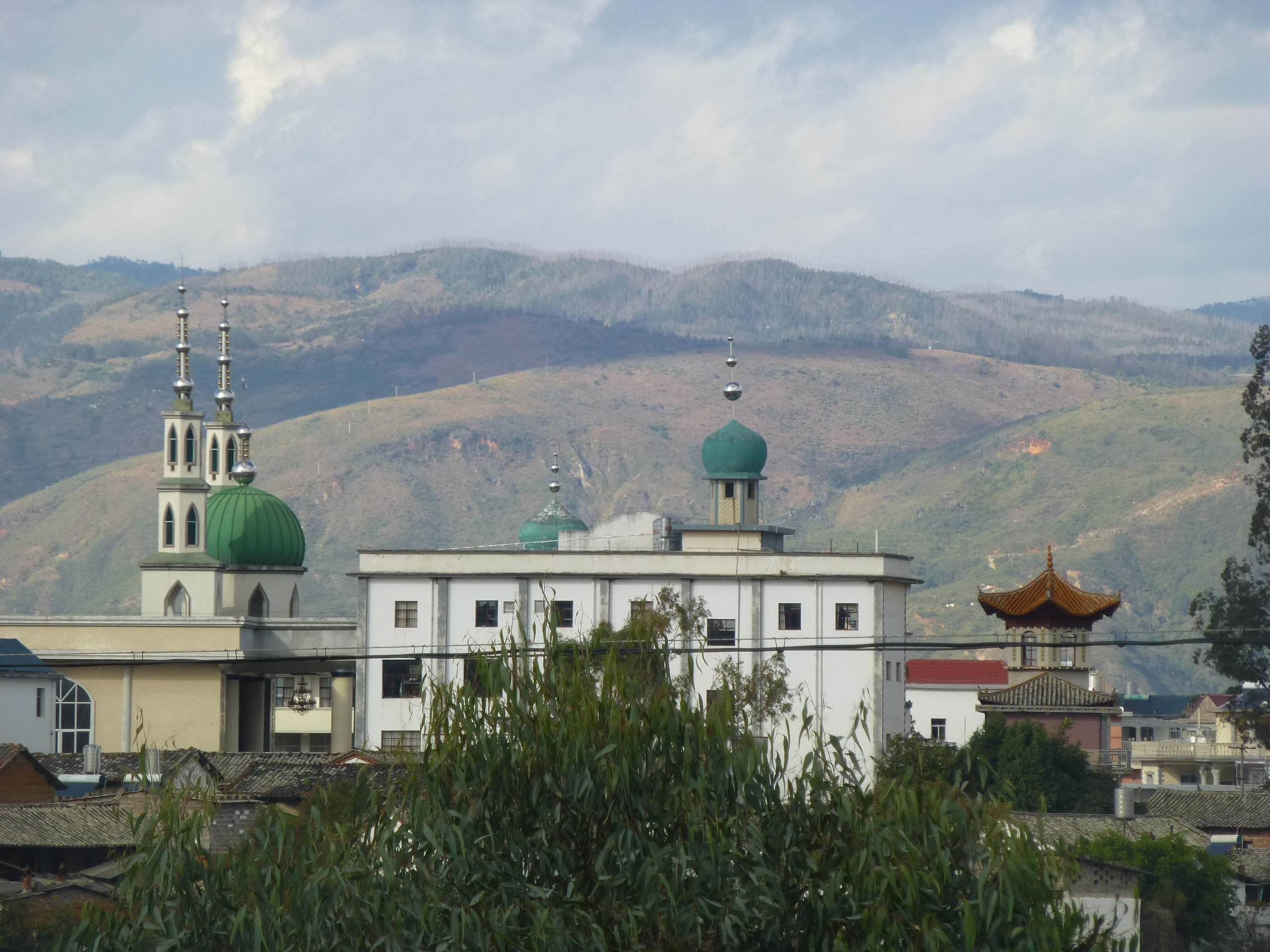
建水县曲江镇馆驿村

2020年第七次人口普查结果，建水县总人口（常住人口）共有534,205人，城镇人口271,874人（占50.89%），乡村人口262,331人（占49.11%）。共有男性274,691人、女性259,514人，性别比为105.85。0—14岁人口共94,942人（占17.77%），15—59岁人口共349,681人（占65.46%），60岁及以上人口共89,582人（占16.77%），其中65岁及以上人口共66,046人（占12.36%）。大学专科学历及以上人口有39,740人，15岁以上的文盲有8,809人，占15岁以上人口的2.01%。

### 民族
全县人口中，汉族人口最多，约占三分之二，其次为彝族、回族、哈尼族、傣族、苗族等。其中彝、哈尼、傣族为土著民族，汉、回族主要于元明时期迁入，而苗族则多数为中华人民共和国成立后迁入。

## 文化
文化为多民族融合型态，主要风俗有“花灯”、“长街宴”、彝族山歌“四大腔”等，特产手工制作的紫陶器。

## 风景名胜

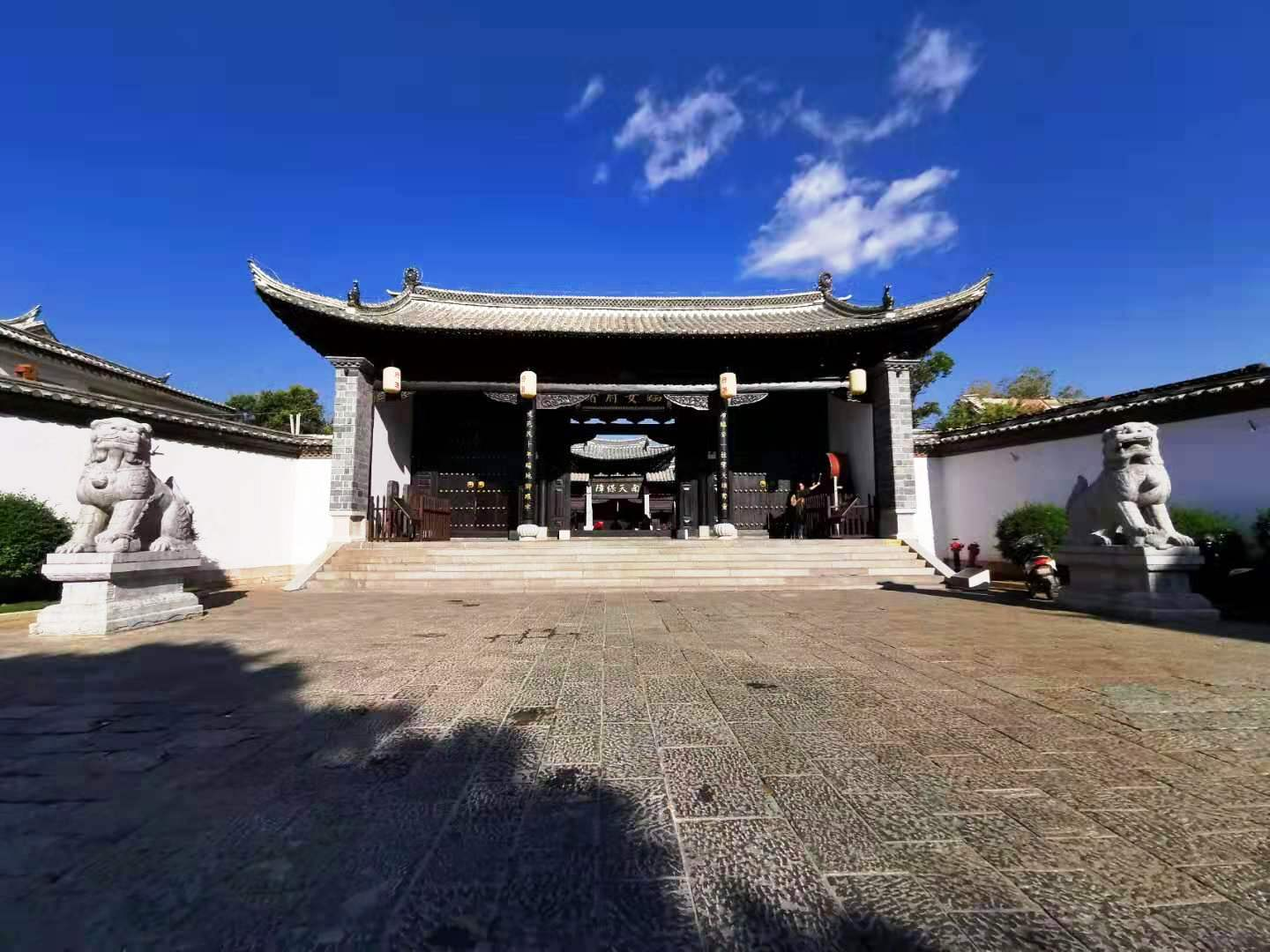
臨安路上的臨安府署

- 1994年建水风景名胜区被列为国家重点风景名胜区。建水风景名胜区以建水古城为核心，此外还有燕子洞和红河大峡谷两处景区。燕子洞是一组大型溶洞，有水、旱两洞，巢居着数十万只雨燕。而红河大峡谷则以民族风情为旅游特色。

- 全国重点文物保护单位：纳楼长官司署、建水文庙、指林寺大殿、朝阳楼、双龙桥、建水土主庙、学政考棚、玉皇阁及崇文塔

- 云南省文物保护单位：朱家花园、建水古窑、天缘桥、文笔塔、团山民居

- 位於建水古城核心區臨安路上的臨安府署，經過四年的修繕重建已於2019年9月28日孔子文化節當天重新開放參觀。臨安府署為明清兩代「府」級官署，即俗稱（府級）衙門。始建於明洪武15年，至今已有630多年歷史可考。四年前，為完整展现建水古城历史价值與文化内涵，进一步丰富古城旅游业态，建水县决定恢复重建临安府署。如此，建水便具备了从衙、官（学政考棚）、学（文庙）、楼（朝阳楼）、墙（古城墙）、商（明清商业街）、住（古宅恢复）、家（朱家花园）等各历史文化元素都完备的古城风貌。[6]

## 友好城市
- 越南 北河县[7]